# Bobby Fischer
Robert James Fischer (Chicago, 9 de marzo de 1943-Reikiavik, 17 de enero de 2008) fue un Gran Maestro estadounidense de Ajedrez, uno de los mejores jugadores y el undécimo Campeón Mundial de Ajedrez. Fischer ganó ocho veces el Campeonato de Ajedrez de los Estados Unidos, triunfando por primera vez a los catorce años de edad. En 1964 ganó el campeonato con una puntuación de 11-0, la única puntuación perfecta en la historia de ese torneo. Para clasificarse para el Campeonato Mundial de Ajedrez 1972, Fischer arrasó en sus encuentros contra Mark Taimanov y Bent Larsen por 6-0. Fischer luego ganó su desafío por el título mundial contra Borís Spaski de la URSS en Reikiavik, Islandia, después de ganar la final del torneo de candidatos contra Tigran Petrosian 6,5-2,5 en Buenos Aires, Argentina. El match de Islandia fue anunciado como un verdadero enfrentamiento dentro del contexto de la Guerra Fría entre los Estados Unidos y la Unión Soviética, y atrajo más atención mundial que cualquier otro campeonato de Ajedrez en la historia de ese deporte. En 1975, Fischer se negó a defender su título porque no se pudo llegar a un acuerdo sobre las condiciones del encuentro con la FIDE. Como resultado, Anatoly Karpov de la Unión Soviética fue nombrado Campeón Mundial. Fischer dejó de jugar oficialmente desde su victoria del match de 1972.
Reapareció en 1992 para jugar una revancha no oficial contra Spaski. El evento se llevó a cabo en Yugoslavia, que en esa época estaba soportando un embargo decretado por las Naciones Unidas. Fischer ganó el encuentro, pero su participación provocó una disputa con el Gobierno de los Estados Unidos, que previamente le había advertido que si jugaba en ese país estaría violando una orden ejecutiva que imponía sanciones contra Yugoslavia. El ajedrecista desoyó la advertencia y jugó, por lo que su gobierno emitió una orden de arresto contra él. Fischer huyó a Hungría y finalmente terminó en Japón, lugar en donde se relacionó con una importante ajedrecista local, Miyoko Watai, con quien convivió y con el paso de los años fue reconocida como su esposa. Sin embargo, en 2004, fue arrestado en el aeropuerto de Narita, y quedó detenido durante varios meses por haber tratado de viajar usando un pasaporte que había sido revocado por el Gobierno de Estados Unidos. Ante el riesgo de que fuera deportado, juzgado y encarcelado en su país, el Althing islandés le concedió la ciudadanía y un pasaporte, lo que le permitió viajar hasta la capital, Reikjavik, donde vivió hasta su fallecimiento en 2008 por complicaciones renales.
Durante su carrera hizo numerosas y duraderas contribuciones al ajedrez. Su libro Mis 60 partidas memorables, publicado en 1969, se considera una lectura notable en el deporte. También patentó un sistema modificado de cronometraje de partidas de ajedrez que generó una nueva modalidad de juego en la que se acuerda un agregado de tiempo prefijado después de cada movimiento, lo que se denominó «con incremento», «con bonificación» o simplemente «en modo Fischer». También propuso una variante del juego: el Ajedrez aleatorio de Fischer, también conocido como Ajedrez 960, ya que en esta modalidad la posición inicial de las piezas se asigna aleatoriamente entre las 960 posiciones iniciales posibles.

## Biografía

### Primeros años
Robert (Bobby) James Fischer nació en el Hospital Michael Reese de Chicago, Illinois, el 9 de marzo de 1943. Su madre, Regina Wender Fischer, era ciudadana naturalizada estadounidense, ya que nació en Suiza; sus padres eran judíos polacos. Criada en St. Louis, Regina se convirtió en maestra, enfermera y más tarde médica.
Después de graduarse de la preparatoria, todavía adolescente, Regina viajó a Alemania para visitar a su hermano. Fue allí donde conoció al genetista y futuro ganador del Premio Nobel Hermann Joseph Muller, quien la convenció de mudarse a Moscú para estudiar medicina. Allí se matriculó en la Primera Universidad Médica Estatal de Moscú IM Sechenov, donde conoció a Hans-Gerhardt Fischer, también conocido como Gerardo Liebscher, un biofísico alemán, con quien se casó en noviembre de 1933.
En 1938, Hans-Gerhardt y Regina tuvieron una hija, Joan Fischer. El resurgimiento del antisemitismo bajo Stalin llevó a Regina a ir con Joan a París, donde se convirtió en profesora de inglés. La amenaza de una próxima invasión alemana las llevó a ambos a viajar a los Estados Unidos en 1939. Regina y Hans-Gerhardt ya se habían separado en Moscú, aunque no se divorciaron oficialmente hasta 1945.
En el momento del nacimiento de su hijo Bobby Fischer en 1943, Regina no tenía hogar y mantenía diferentes trabajos y dictaba clases en distintas escuelas para mantener a su familia. Crio a sus hijos como madre soltera y también se involucró en el activismo político. En 1949 se mudó con sus hijos a Manhattan y al año siguiente pasó a Brooklyn, Nueva York, donde estudió una maestría en enfermería y posteriormente comenzó a trabajar en ese campo.

#### Comienzos en el ajedrez
En marzo de 1949, Bobby, de seis años, y su hermana Joan aprendieron solos a jugar al ajedrez, siguiendo simplemente las básicas instrucciones de un juego comprado en una tienda de golosinas. Pronto Joan perdió interés en el ajedrez y su madre no tenía tiempo para jugar. Así, Fischer jugó muchas de sus primeras partidas contra sí mismo. Cuando la familia estaba de vacaciones en Patchogue, Long Island, Bobby encontró un libro de viejas partidas de ajedrez y lo estudió intensamente.

En 1950 la familia se mudó a Brooklyn, primero a un apartamento en la esquina de Union Street y Franklin Avenue y luego a un apartamento de dos habitaciones en 560 Lincoln Place. Fue allí donde "Fischer pronto quedó tan absorto en el juego que Regina temió que estuviera pasando demasiado tiempo solo". Como resultado, el 14 de noviembre de 1950 su madre envió una postal al periódico Brooklyn Eagle, para colocar un anuncio preguntando si otros niños de la edad de Bobby podrían estar interesados en jugar al ajedrez con él. El periódico lo rechazó porque nadie supo cómo clasificarlo, pero remitió su consulta a Hermann Helms, el "Decano del Ajedrez Americano", quien le dijo que el Maestro Max Pavey, excampeón escocés, estaría dando una exhibición de simultáneas el 17 de enero de 1951. En una primera aparición pública, Fischer jugó en esa exhibición, y aunque aguantó durante quince minutos atrayendo a una multitud de espectadores, perdió finalmente ante el maestro de ajedrez. 

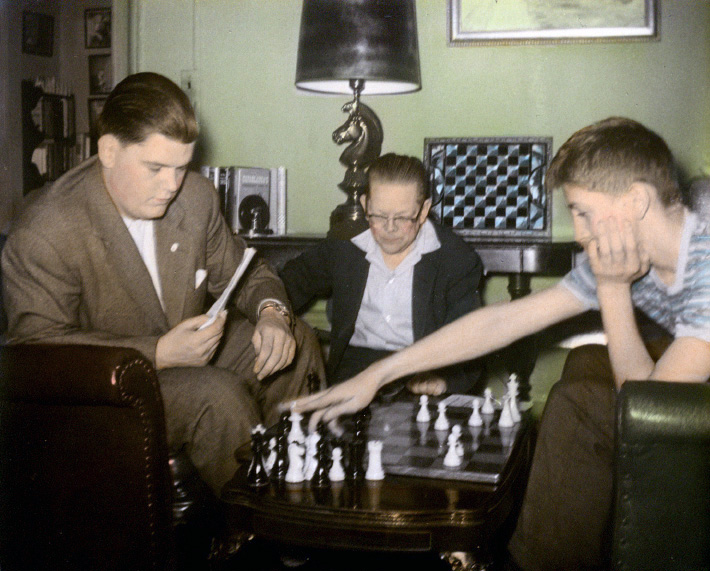
William Lombardy y Bobby Fischer analizando, con John W. Collins de observador en el centro, en 1958.

Uno de los esos espectadores era el presidente del Club de Ajedrez de Brooklyn, Carmine Nigro, un experto estadounidense en ajedrez e instructor. Quedó tan impresionado con su juego que decidió presentarlo al club y enseñarle. Fischer señaló sobre su tiempo con Nigro: «El Sr. Nigro posiblemente no fue el mejor jugador del mundo, pero fue un muy buen maestro. Conocerlo fue probablemente un factor decisivo para que yo siguiera adelante con el ajedrez». En 1952 Nigro organizó en su casa el primer torneo de ajedrez en el que participó Fischer. En el verano de 1955 y con 12 años se unió al Manhattan Chess Club. La relación de Fischer con Nigro duró hasta 1956, cuando este último se mudó a un distrito lejano. Ese mismo año, Fischer comenzó a asistir al Hawthorne Chess Club, con sede en la casa del maestro John "Jack" W. Collins. A pesar de que Collins ha sido descrito como su maestro, él mismo sugirió que su relación podía describirse con mayor precisión como una tutoría. En su casa, Fisher jugó asiduamente contra él y otros jugadores, estudió con los libros de su biblioteca personal y cenó allí en repetidas ocasiones.

#### Paul Nemenyi como el padre de Fischer
En 2002, Peter Nicholas y Clea Benson de The Philadelphia Inquirer publicaron un informe de investigación que afirmaba que el padre biológico de Bobby Fischer era en realidad Paul Nemenyi. Esto no fue confirmado por Fischer. Nemenyi, matemático y físico húngaro de ascendencia judía, era considerado un experto en mecánica de fluidos y aplicada. Benson y Nicholas continuaron con la investigación sobre la paternidad de Bobby Fischer y reunieron evidencia adicional en registros judiciales, entrevistas personales e incluso un resumen de la investigación del FBI escrito por J. Edgar Hoover, lo que confirmó sus conclusiones anteriores.
A lo largo de la década de 1950, el FBI investigó a Regina y a su círculo por supuestas opiniones comunistas y debido a su tiempo vivido en Moscú. Los archivos del FBI señalaron que Hans-Gerhardt Fischer nunca entró en los Estados Unidos, mientras que Regina tuvo una relación con Nemenyi en 1942, y que posteriormente este estuvo involucrado en la educación de Bobby, costeando sus estudios y enviando pagos mensuales por manutención a su madre hasta su propia muerte en 1952. Su hijo, Peter Nemenyi, les contó a sus amigos que Bobby Fischer era medio hermano suyo, y compartió con él la ayuda económica que continuó recibiendo tras el fallecimiento de su padre.

### Ajedrez profesional
La carrera profesional de Bobby Fischer coincidió con el encumbramiento de la escuela soviética de ajedrez que, subvencionada por el Estado, dominó la disciplina desde 1948 hasta la desintegración de la Unión Soviética en 1991, con el paréntesis de Fischer y aun después de dicha desintegración, los jugadores formados en dicha escuela soviética estuvieron en la cima ajedrecística durante años.
El Campeonato de Estados Unidos de 1957 tuvo una categoría Zonal para la Federación Internacional de Ajedrez (FIDE) en lo referente al sistema de Candidatos al título mundial. Fischer, ya campeón juvenil de Estados Unidos y habiendo terminado noveno en la edición anterior del campeonato absoluto, se alzó con el primer lugar, y se clasificó para el Torneo Interzonal de Portoroz (hoy Eslovenia) del año siguiente, en el que obtuvo el sexto puesto: un resultado magnífico que le permitió acceder al torneo de Candidatos y obtener de forma automática el título de Gran Maestro.
El GM soviético David Bronstein dijo de la estancia de Fischer en Portorož: «Fue interesante para mí observar a Fischer, pero durante mucho tiempo no pude entender por qué este chico de 15 años jugaba tan bien a los ajedrez." Fischer se convirtió en la persona más joven clasificada como Candidato (a campeón mundial) y el Gran Maestro más joven de la historia con 15 años, 6 meses y 1 día. "Para entonces todos sabían que teníamos un genio en nuestras manos».
Muchos jugadores han superado desde entonces el récord de precocidad de Fischer en obtener el título de Gran Maestro; cabe señalar, sin embargo, que el estadounidense lo alcanzó con recursos muy limitados, en una época en la que la información ajedrecística, particularmente la que llegaba a los Estados Unidos, era mínima; en solitario y sin entrenadores (mientras que los jugadores soviéticos recibían apoyo oficial), y sin el auxilio de potentes programas de juego y bases de datos disponibles para los jugadores actuales. Debieron pasar treinta y tres años para que la ajedrecista húngara Judit Polgár estableciera una nueva marca.
|       |       |       |       |       |       |       |       |    |  |
|       | a8 rd | b8    | c8    | d8    | e8 rd | f8    | g8 kd | h8 |  |
| a7 pd | b7 pd | c7    | d7    | e7    | f7 pd | g7 bd | h7 pd |    |  |
| a6    | b6 qd | c6 pd | d6    | e6 bd | f6    | g6 pd | h6    |    |  |
| a5    | b5    | c5 bl | d5    | e5    | f5    | g5    | h5    |    |  |
| a4    | b4    | c4 bl | d4 pl | e4    | f4    | g4    | h4    |    |  |
| a3 ql | b3    | c3 nd | d3    | e3    | f3 nl | g3    | h3    |    |  |
| a2 pl | b2    | c2    | d2    | e2    | f2 pl | g2 pl | h2 pl |    |  |
| a1    | b1    | c1    | d1 rl | e1    | f1 kl | g1    | h1 rl |    |  |
|       |       |       |       |       |       |       |       |    |  |

Fischer disputó nueve veces el Torneo Rosenwald de Nueva York, en el que se dirimía el Campeonato de los Estados Unidos. En su primera participación solo pudo ganar un par de partidas, aunque una de ellas, su victoria ante Donald Byrne, lo proyectó a la fama internacional pues fue publicada en revistas especializadas de todo el mundo. Con 13 años Fischer venció mediante un juego combinativo. En sus restantes ocho apariciones obtuvo en todas el título nacional con al menos un punto de ventaja sobre el segundo clasificado. En la edición de 1963 logró además coronarse campeón venciendo en todas las partidas; una hazaña sin precedentes pues participaban en el certamen figuras de la talla de Samuel Reshevsky, Larry Evans, Pal Benko y Robert Byrne.

#### Olimpiadas de ajedrez
Fischer acudió a cuatro Olimpiadas de ajedrez con el equipo de los Estados Unidos. En todas ellas consiguió resultados sobresalientes, incluyendo dos medallas de plata y una de bronce defendiendo el primer tablero de su país. En Leipzig (Alemania), en 1960, empató con el gran maestro letón (en esa época Letonia estaba bajo dominio soviético) y campeón del mundo de ese entonces, Mijaíl Tal; al término del juego, Fischer le dijo al campeón: «No juega usted mal», a lo que Tal respondió: «Es la primera vez que usted lo reconoce, y si me hubiera ganado afirmaría que jugué como un genio». Sin embargo en la segunda ronda del torneo, jugó también contra el ecuatoriano César Muñoz Vicuña, guayaquileño, Maestro de ajedrez ecuatoriano, ingeniero civil y, por varios años, presidente de la Federación Deportiva Nacional del Ecuador, quien derrotó a Fischer mediante una fuerte defensa siciliana que acompañó con la variante de dragón y el ataque yugoslavo.
En Varna (Bulgaria), dos años después, Fischer se encontraría con el legendario Mijaíl Botvínnik, al que dominó durante toda la partida aunque este salvaría el empate gracias a la ayuda en el análisis de la posición aplazada de sus compañeros de equipo, especialmente de Efim Geller, alcanzando un final de tablas teóricas en desventaja material. En la Olimpiada de La Habana (Cuba), el equipo de la Unión Soviética reservó al campeón mundial Petrosián, por lo que Fischer se enfrentó al entonces subcampeón Boris Spaski con quien firmó las tablas después de cincuenta y siete movimientos en una partida que comenzó con la Apertura Española o Ruy López. En su última presentación «olímpica», en Siegen (Alemania), Spaski, ya como campeón mundial, derrotó al Gran Maestro de Brooklyn. Fischer en total ganó 40 partidas, empató 18 y perdió 7 en la máxima competición por equipos del ajedrez, con un porcentaje de efectividad de 75,4%.

#### Torneos internacionales
En el patrimonio del torneo de Candidatos de 1959, en Yugoslavia (se jugó en tres ciudades: Bled, Zagreb y Belgrado), Fischer terminó en quinto lugar, empatado en puntos con Svetozar Gligorić, gran figura del ajedrez internacional; en esta ocasión Fischer perdió sus cuatro partidas contra Tal. En 1962, triunfó en el Interzonal de Estocolmo (Suecia), con dos puntos de ventaja sobre Tigrán Petrosián (1929-1984), quien se coronaría campeón del mundo un año después, y Geller. Sin embargo,en el torneo de Candidatos de Curaçao (Antillas Neerlandesas), Fischer terminaría en el cuarto lugar, detrás de Petrosián, Paul Keres y Geller, y denunciaría en un artículo de revista que los soviéticos jugaban en equipo, asistiéndose, y acordando tablas fáciles entre ellos para repartirse los puntos y reservarse, y alejar de los puestos preferentes a otros jugadores. Las acusaciones de Fischer no pudieron probarse, pero poco después la FIDE cambiaría las reglas del campeonato del mundo, sustituyendo el sistema del torneo de Candidatos por el de enfrentamientos individuales.[cita requerida]
Fischer se apartó temporalmente del ajedrez profesional durante algunos meses entre 1964 y 1965, se dedicó a dar exhibiciones y no participó en el ciclo de candidatos que culminó con el encuentro por el título mundial entre Petrosián y Borís Spaski en 1966, ni acudió a la Olimpiada de Tel Aviv (Israel). En 1967, no obstante, se presentaría al Interzonal de Sousse (Túnez) en una nueva acometida por el título mundial. Después de diez rondas, Fischer encabezaba la clasificación con un récord de siete victorias y tres empates, cuando decidió abandonar intempestivamente el torneo, alegando un "calendario cargado". De ese certamen es memorable su partida frente a Reshevsky, pues Fischer apareció en la sala de juego pocos minutos antes de perder por incomparecencia, y con la mitad del tiempo asignado en su reloj derrotó con relativa facilidad a su contrincante.[cita requerida]

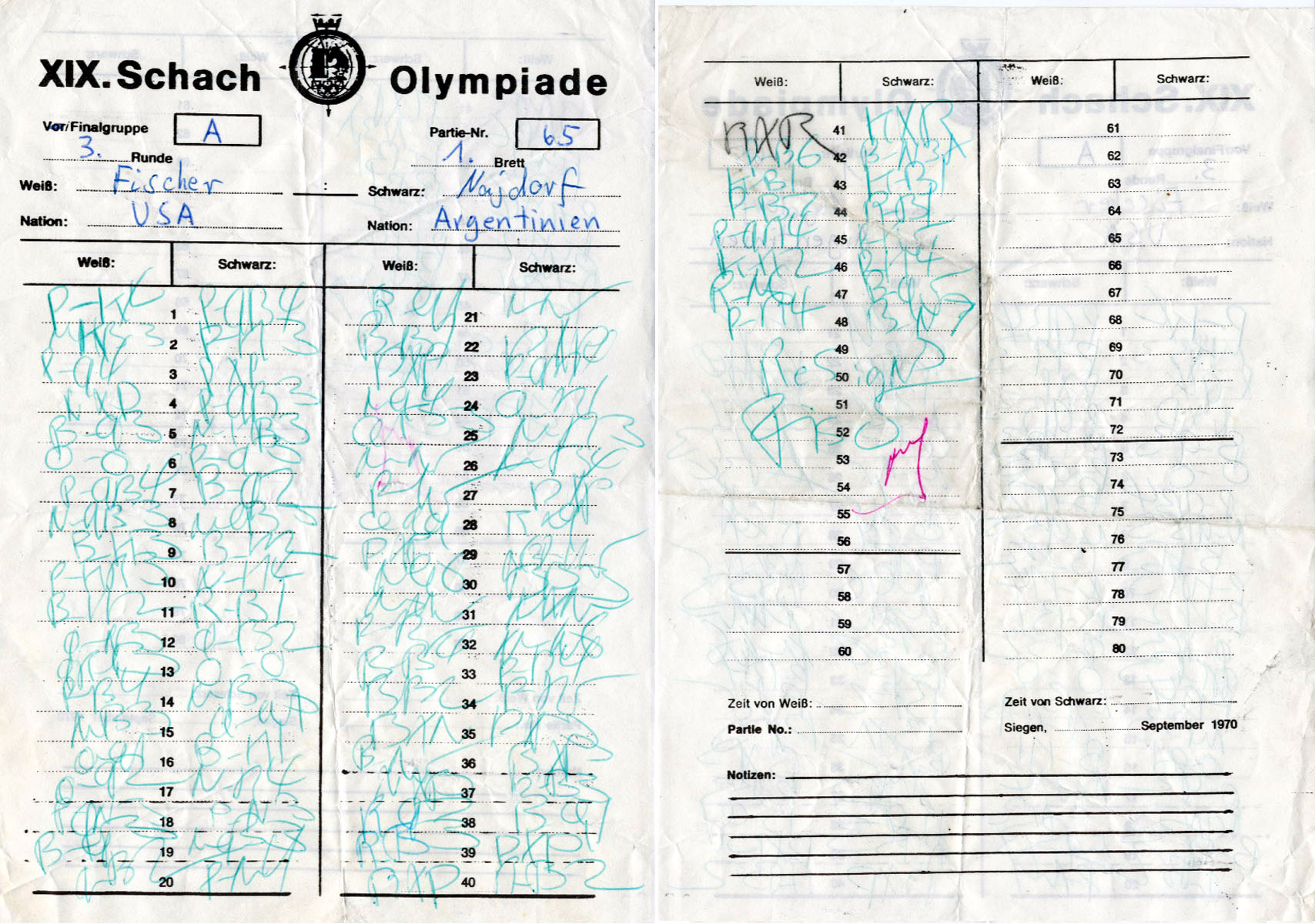
Planilla de anotación de Fischer correspondiente a la tercera ronda de las Olimpiadas de Ajedrez de 1970, frente a Miguel Najdorf.

Bobby Fischer ganó todos los torneos en los que participó desde el mes de diciembre de 1962 hasta el Campeonato del Mundo de 1972, con solo dos excepciones: el Torneo Memorial Capablanca de 1965 (que se celebró en La Habana y que Fischer jugó por teletipo desde Nueva York), en el que quedó empatado en segundo lugar con Borislav Ivkov y Geller, a medio punto por detrás del ganador Smyslov; y la Copa Piatigorsky de 1966, en la que ocupó el segundo lugar, un punto y medio detrás de Spaski. Fischer, en toda su carrera, jamás perdió un enfrentamiento individual o partido. Derrotó al filipino Cardoso en 1957, y en 1961 dejó inconcluso un duelo con Reshevsky, que quedó en empate después de 11 partidas, a causa de desacuerdos con los organizadores; en su camino al campeonato del mundo se adjudicó tres victorias inapelables (ante el danés Bent Larsen y los soviéticos Mark Taimanov y Petrosián), y finalmente derrotó a Spaski en el ya mencionado y famoso Match del Siglo. Veinte años después, en 1992, disputó frente a su viejo rival (y amigo) Spaski un encuentro de exhibición que fue la piedra del escándalo para que Fischer terminara siendo perseguido por la justicia estadounidense debido a su abierta insubordinación.[cita requerida]
Una de las características que distinguían a Fischer era la rapidez de su juego. En muy contadas ocasiones se veía en apuros de tiempo, pues casi siempre jugaba de manera ágil y correcta. Esto lo destacó como uno de los mejores jugadores de partidas rápidas (llamadas blitz, donde cada jugador dispone de cinco minutos para toda la partida). En 1970 se disputó en Herceg Novi (Montenegro, Yugoslavia) el torneo de partidas rápidas más importante celebrado hasta entonces. Fischer triunfó al lograr 19 de los 22 puntos posibles contra rivales como los excampeones mundiales Tal, Petrosián y Smyslov y los exaspirantes David Bronstein y Reshevsky. Solo Fischer y Tal fueron capaces de reproducir de memoria las partidas que habían jugado una vez terminada la competencia.[cita requerida]
Ese mismo año se llevó a cabo en Belgrado (Serbia, Yugoslavia) el encuentro anual entre la Unión Soviética y el resto del mundo. Bobby Fischer accedió a jugar en el segundo tablero, cediendo el primero a Larsen, que había obtenido mejores resultados en los meses anteriores, pues el estadounidense había permanecido inactivo. Fischer tuvo que enfrentarse a Petrosián, entonces subcampeón mundial, a quien venció convincentemente 3 a 1 (dos victorias y dos tablas). En la edición de 1971, el estadounidense ganó por primera vez el Óscar del Ajedrez, distinción que repetiría los dos años siguientes.

#### Encuentros de Candidatos
En 1972, finalmente, alcanzó el derecho a disputar el Campeonato del Mundo. Obtuvo el primer lugar en el Torneo Interzonal de Palma de Mallorca (Islas Baleares, España) de 1970, en el que ganó quince de las veinticuatro partidas que disputó (las últimas siete del torneo de forma consecutiva), algo inusual tomando en consideración el nivel del torneo. Posteriormente, en el apogeo de su fuerza, arrolló en el ciclo de Candidatos disputado a lo largo de 1971 a los grandes maestros Mark Taimánov (soviético) y Bent Larsen (danés, el único que había logrado derrotarle en el Interzonal del año anterior), por idéntico resultado en sus respectivos enfrentamientos al mejor de 10 partidas: un 6 a 0. No se había dado un resultado similar desde 1876, cuando el primer campeón mundial Wilhelm Steinitz derrotó por 7 a 0 a Joseph Henry Blackburne, uno de los mejores jugadores de la época, aunque, en ese caso, Steinitz contaba con la ventaja de acabar de sentar las bases del ajedrez moderno que le proporcionaba una evidente superioridad sobre el resto de jugadores.
En el caso de Taimánov, le supuso serios problemas con el gobierno comunista soviético, que lo acusó de falta de carácter y de no haber sabido "defender la honra patriótica". De hecho, ese resultado causó un enorme revuelo entre las autoridades ajedrecísticas de la Unión Soviética, que no solo acusaron a Taimánov, sino a todo el equipo de analistas que lo acompañó durante el encuentro.
En la final de Candidatos, Fischer derrotó en Buenos Aires (Argentina) al excampeón mundial, el soviético Tigrán Petrosián, por 6,5 a 2,5, ganando con ello el derecho a enfrentarse a Spaski con el título mundial en juego. Su cadena de 20 victorias consecutivas (las siete últimas del Interzonal, las de sus enfrentamientos con Taimánov y Larsen y la primera de su encuentro con Petrosian) constituye un auténtico hito en la historia del ajedrez de élite, como también lo es el haber cedido solo 2,5 puntos (una derrota y tres tablas) en las 21 partidas que disputó en las tres eliminatorias del ciclo de Candidatos.

### Fuerza de juego
A partir de 1970, la Federación Internacional de Ajedrez adoptó la fórmula del científico húngaro Árpád Élő para estimar la fuerza de juego en el ajedrez. Fischer, a la luz de este sistema, alcanzó la marca de 2785 puntos, registro que durante mucho tiempo se consideró el mejor rendimiento conseguido por un ajedrecista. Con el tiempo, quince jugadores han logrado superar la barrera de los 2800 puntos, entre ellos, seis campeones del mundo, Garri Kaspárov, Veselin Topálov, Vladímir Krámnik, Viswanathan Anand, Magnus Carlsen y Ding Liren, así como los grandes maestros Levon Aronian, Alexander Grischuk, Shakhriyar Mamedyarov, Wesley So, Fabiano Caruana, Maxime Vachier-Lagrave, Hikaru Nakamura, Alireza Firouzja y Anish Giri . Algunas fuentes vinculan este hecho con el fenómeno conocido como «inflación del Elo».

### El llamado «Encuentro del Siglo»
El campeonato del mundo de 1972 se llevó a cabo en Reikiavik, capital de Islandia, donde se enfrentó a Spaski. Para este momento, la puntuación de Elo de Fischer superaba por 125 puntos a la de su rival, a quien no obstante no había podido vencer en oportunidades anteriores. El encuentro entre ambos se dio en el contexto de tensiones geopolíticas entre la Unión Soviética y Estados Unidos. El excampeón mundial Mijaíl Botvínnik puso a disposición del equipo de Spaski un análisis exhaustivo de las partidas de Fischer; Ígor Bondarevski abordaría la parte técnica; Efim Geller el repertorio de aperturas; Nicolay Krogius la asistencia psicológica; e Ivo Ney se encargaría de la puesta a punto física del campeón. El apoyo de Fischer lo componían Lombardy, el abogado Paul Marshall (que tuvo un papel destacado) y Fred Cramer, por parte de la Federación de Ajedrez de los Estados Unidos.[cita requerida]
Tras la jugada número 28 de la primera partida, los dos jugadores llegaron a una posición completamente simétrica (dos alfiles de casillas negras y seis peones repartidos de igual manera por ambos flancos). De forma sorprendente, Fischer capturó un peón con el alfil, el cual, después del movimiento de un peón de Spaski quedó sin escapatoria, siendo una presa fácil para el rey que se encontraba cerca. Cabe mencionar que la jugada 29. ... Axh2 no fue un error en estricto, pues a cambio del alfil, las negras obtuvieron una mayoría de peones importante en el flanco de rey (se intercambiaron dos peones por el alfil). Sin embargo, la posición era compleja y el americano erró al hacer movimientos de rey imprecisos, lo que le condujo a su derrota. En todo caso, las expresiones del aspirante ante la jugada 30. g3 de las blancas indican que no había calculado esa continuación.
Fischer no se presentó a la segunda partida alegando disconformidad con la organización. El propio Spaski debió dar su visto bueno a la continuación del match, dadas las constantes exigencias del retador. Finalmente Fischer venció en la tercera partida, triunfo que debió tener un efecto psicológico importante, pues fue su primera victoria ante Spaski. En la cuarta partida el defensor consiguió una ventaja importante pero dejó pasar victoria, quedando en tablas, mientras que en la quinta fue el GM estadounidense quien se impuso. La sexta partida es considerada la mejor del encuentro y una de las más bellas e interesantes de la historia, constituyéndose como el tercer triunfo del americano, que lograba ponerse un punto por delante en el marcador.
La situación se tornó progresivamente desesperada para Spaski y para el ajedrez soviético en general. La séptima partida se mantuvo igualada y concluyó en tablas, mientras que en la octava Fischer sumó un nuevo triunfo. El retador estuvo cerca de ganar el noveno encuentro, pero tuvo que conformarse con un empate. No conforme con el resultado, el estadounidense amplió su ventaja en el marcador a tres puntos gracias a su victoria en la décima partida. La situación era difícil para el campeón defensor, que logró acortar distancias en la undécima partida, pero desaprovechó la oportunidad de obtener una ventaja importante en la duodécima.
En la decimotercera partida Fischer planteó la defensa Alekhine. Se trata de un planteamiento desestimado por la teoría de aperturas, en cuanto desarrolla el caballo a una casilla inestable y cede el dominio central al blanco a la par que retrasa el desarrollo. De esta forma, Spaski obtuvo una iniciativa que fue incapaz de concretar. Fischer se mostró bastante preparado, logrando obtener una creciente ventaja que terminó por otorgarle el punto. A partir de entonces, ambos jugadores perdieron energía, sucediéndose siete tablas en las que ambos dejaron pasar oportunidades de vencer (Spaski tenía una enorme ventaja que desaprovechó en el decimocuarto juego y dejó pasar continuaciones que daban buenas oportunidades de triunfo en la vigésima, mientras que Fischer había obtenido posiciones bastante superiores en los juegos decimoquinto y decimoctavo). Los empates consecutivos beneficiaron al americano, pues tenía una cómoda ventaja de tres puntos en el marcador global. Posteriormente, Fischer criticaría el formato del campeonato por permitir al bando con ventaja emplear esta estrategia.
Después de un tenso desarrollo, Fischer venció a su rival tras 21 partidas (Spaski abandonó por teléfono la última partida, que había quedado aplazada...) y se coronó Campeón Mundial de Ajedrez el 1 de septiembre de 1972 con un total de 7 partidas ganadas, 3 perdidas (una por incomparecencia) y 11 tablas. Robert Fischer ha sido el único estadounidense nativo en conquistar ese título.
| \| \| \| \| \| \| \| \| \| \| \| \| \| \| \| \| \| \| \| \| \| \| \| \| \| \| \| \| \| \| \| \| \| \| \| \| \| \| \| \| \| \| \| \| \| \| \| \| \| \| \| \| \| \| \| \| \| \| \| \| \| \| \| \| \| \| \| \| \| \| \| \| \| \| \| \| \| \| \| \| \| \| \| \| \| \| \| \| \| \| \| \| \| \| \| \| \| \| \| \| \| \| \| \| \| \| \| \| \| \| En esta posición, tras la mala jugada 41. Ad7, quedó aplazada la partida. El blanco abandonó antes de la reanudación. | Transcripción de la partida 21 y última del match: Blancas: Spaski Negras: Fischer 1.e4 c5 2.Cf3 e6 3.d4 cxd4 4.Cxd4 a6 5.Cc3 Cc6 6.Ae3 Cf6 7.Ad3 d5 8.exd5 exd5 9.O-O Ad6 10.Cxc6 bxc6 11.Ad4 O-O 12.Df3 Ae6 13.Tfe1 c5 14.Axf6 Dxf6 15.Dxf6 gxf6 16.Tad1 Tfd8 17.Ae2 Tab8 18.b3 c4 19.Cxd5 Axd5 20.Txd5 Axh2+ 21.Rxh2 Txd5 22.Axc4 Td2 23.Axa6 Txc2 24.Te2 Txe2 25.Axe2 Td8 26.a4 Td2 27.Ac4 Ta2 28.Rg3 Rf8 29.Rf3 Re7 30.g4 f5 31.gxf5 f6 32.Ag8 h6 33.Rg3 Rd6 34.Rf3 Ta1 35.Rg2 Re5 36.Ae6 Rf4 37.Ad7 Tb1 38.Ae6 Tb2 39.Ac4 Ta2 40.Ae6 h5 41.Ad7. En esta posición la partida quedó aplazada, pero el blanco abandonó antes de la reanudación porque el rey negro podía ahora apoyar el avance de su peón de la columna h mediante 41.- Rg4, ganando. |    |       |    |       |       |       |    |  |
| | |    |       |    |       |       |       |    |  |
| | a8 | b8 | c8    | d8 | e8    | f8    | g8    | h8 |  |
| a7 | b7 | c7 | d7 bl | e7 | f7    | g7    | h7    |    |  |
| a6 | b6 | c6 | d6    | e6 | f6 pd | g6    | h6    |    |  |
| a5 | b5 | c5 | d5    | e5 | f5 pl | g5    | h5 pd |    |  |
| a4 pl | b4 | c4 | d4    | e4 | f4 kd | g4    | h4    |    |  |
| a3 | b3 pl | c3 | d3    | e3 | f3    | g3    | h3    |    |  |
| a2 rd | b2 | c2 | d2    | e2 | f2 pl | g2 kl | h2    |    |  |
| a1 | b1 | c1 | d1    | e1 | f1    | g1    | h1    |    |  |
| | |    |       |    |       |       |       |    |  |

### Retirada
Cumplido el siguiente ciclo de clasificación tres años más tarde, en 1975, defendió el título de campeón frente al nuevo aspirante, en este caso el joven soviético Anatoli Kárpov (n. 1951), de 24 años. Entonces Fischer planteó a la FIDE que no deseaba defender su título de la misma forma que lo había ganado, sino según otro esquema anterior a 1948, que consistía, entre otras cosas, en que la victoria sería para quien primero alcanzara 10 victorias (sin contar las tablas), reteniendo el título el campeón en caso de empate a 9. Hasta aquí puede decirse que es un planteamiento equitativo y razonable; de gustos personales, si se quiere, pero razonable (también en caso de empate 12-12 el campeón retiene el título en la modalidad a 24 partidas).[cita requerida]
La FIDE y la delegación soviética no aceptaron en principio una modalidad tan larga a 10 victorias, y la limitaron a 36 partidas. Después acabaron aceptando que fuera ilimitado.
La cuestión del empate a 9 no les parecía razonable ni admisible. Para que se entienda mejor esta polémica condición, se puede enunciarla así: «El campeón será Kárpov si gana 10 partidas, y Fischer si gana 9» (en la modalidad a 24 partidas el aspirante debe ganar 12,5 puntos, y el campeón 12 puntos). Muchos observadores consideraron injusta la cláusula 9-9 solicitada por Fischer porque requeriría que el retador ganara por al menos dos juegos (10-8). Botvinnik calificó la cláusula 9-9 como "antideportiva". Korchnoi, David Bronstein y Lev Alburt consideraron razonable la cláusula 9–9.
La FIDE desautorizó esta pretensión después de una votación por estrecho margen de 35 votos a 32; pero entonces Fischer se negó en redondo a jugar. No quedó otra opción que desposeer a Fischer de su título y proclamar campeón a Kárpov, quien, con sus triunfos en grandes torneos y matches por el campeonato mundial durante los diez años siguientes, se hizo merecedor del título mundial y, con el paso del tiempo, logró ganar 160 torneos de ajedrez de élite.
Fischer se retiró a la edad de 29 años. La explicación más plausible es que tenía derecho a plantear las condiciones para defender su título de Campeón mundial en la modalidad anterior, y no jugaría en las condiciones que le impusiera la FIDE sino en las suyas propias, como así lo había transmitido:

Como dejé claro en mi telegrama a los delegados de la FIDE, las condiciones del campeonato que propuse no eran negociables. El Sr. Cramer me informa que las reglas de que el ganador sea el primer jugador en ganar diez juegos, empates sin contar, número ilimitado de juegos, y si nueve victorias contra nueve se empata con el campeón recuperando el título y el fondo de premios dividido en partes iguales, fueron rechazadas por los delegados de la FIDE. Al hacerlo, la FIDE ha decidido en contra de mi participación en el Campeonato Mundial de Ajedrez de 1975. Por lo tanto, renuncio a mi título de Campeón Mundial de Ajedrez de la FIDE.

Atentamente, Bobby Fischer.[cita requerida]

Fischer continuó sin jugar y desapareció de la vida pública. Kárpov se entrevistó con él en 1976 para concertar un encuentro, pero su intento no tuvo éxito. En 1981, Fischer, con aspecto de vagabundo, fue detenido en Pasadena (California) cuando la policía le confundió con el atracador de un banco.
En 1992, con 49 años, aceptó jugar un encuentro amistoso de exhibición contra su antiguo adversario Spaski, de entonces 55 años de edad. El partido comenzaría en Sveti Stefan, a orillas del mar Adriático, y acabaría en Belgrado, enclaves ambos de la República Federal de Yugoslavia, nación procedente del desmembramiento de la antigua Yugoslavia. Aunque tuvo notoriedad por ser la reaparición de Fischer después de 20 años, este encuentro estaba muy lejos de ser una repetición del famoso de 1972, pues la Unión Soviética se había disuelto y ya no había intereses ni tensiones internacionales; Spaski se había nacionalizado francés y había retrocedido en la clasificación internacional Elo hasta el puesto 124; y por último, no había en juego ningún título oficial ni extraoficial. El apartado financiero fue relevante, pues la exhibición comprendió 3,65 millones de dólares como premio para el vencedor y 1,35 para el perdedor. El Gobierno de los Estados Unidos prohibió a Fischer involucrarse en el partido a causa de las restricciones en el comercio impuestas a la República Federal de Yugoslavia por su intervención en la reciente guerra de Bosnia. Ante las cámaras, Fischer (que jugaba con una bandera estadounidense en la mesa) escupió sobre la carta del gobierno de su país que le conminaba a desistir de jugar. El encuentro se celebró y acabó con la victoria del estadounidense. Las autoridades de su país dictaron orden de búsqueda y captura en su contra, lo cual podría llegar a costarle hasta diez años de cárcel.
A lo largo de los años, Fischer realizó una serie de pronunciamientos antisemitas y antiestadounidenses: y a pesar de ser él mismo de ascendencia judía, se dijo admirador de Adolf Hitler. En al menos una oportunidad se declaró a favor de un hipotético golpe de Estado militar derechista en su país, seguido de la destrucción de sinagogas y la ejecución de cientos de miles de cabecillas judíos. En una entrevista a una radio filipina el 12 de septiembre de 2001, proclamó su satisfacción por los ataques terroristas contra las Torres Gemelas y el Pentágono ocurridos el día anterior y se pronunció en duros términos contra Estados Unidos e Israel.

### Últimos años

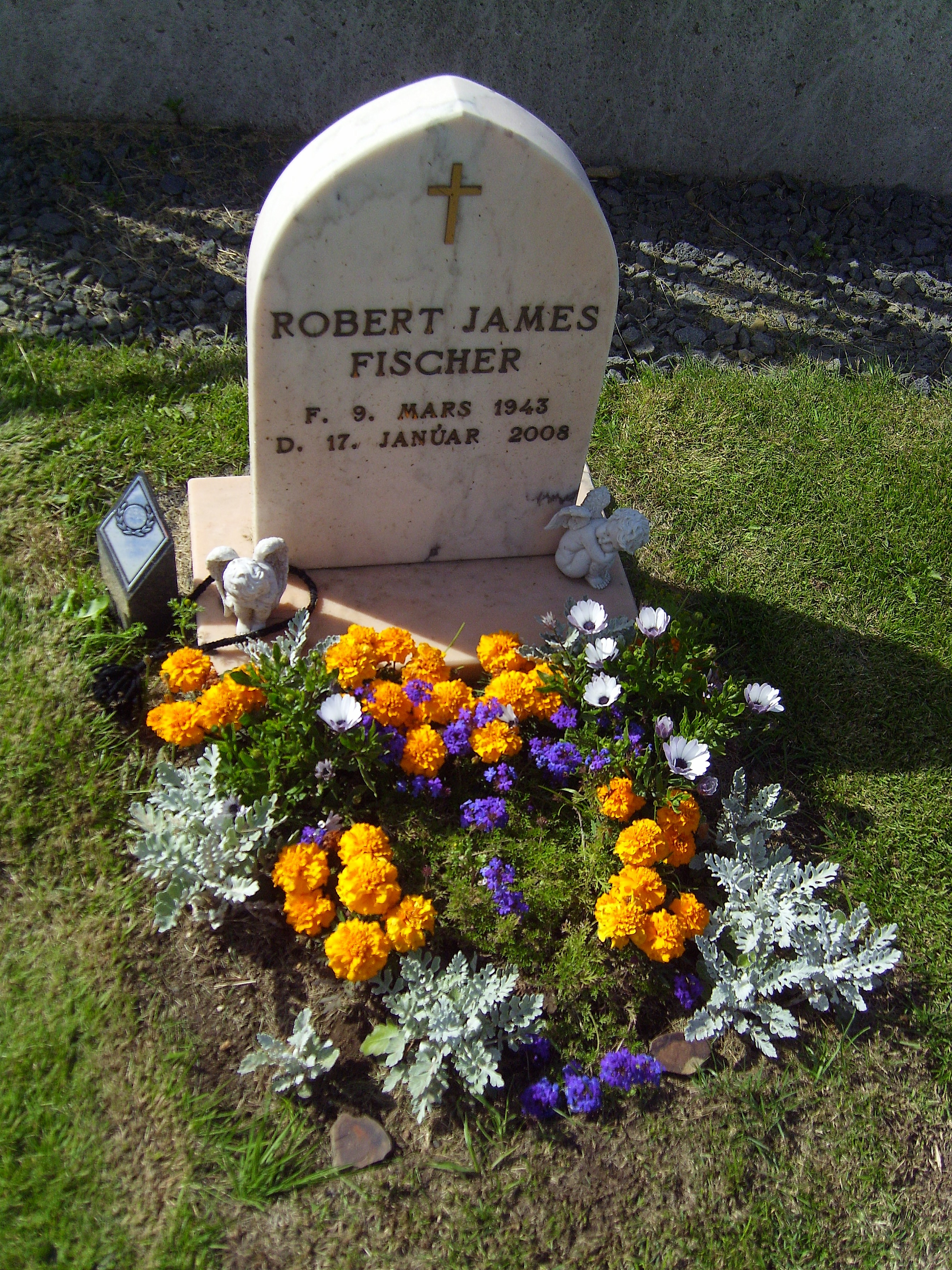
Tumba de Fischer en Hrauntúnsvegur 3168, 803 Laugardælir, Islandia

En julio de 2004 Fischer fue detenido en el aeropuerto de Narita, en Tokio (Japón), por utilizar un pasaporte que había sido revocado por el Gobierno de Estados Unidos. Las autoridades japonesas lo mantuvieron detenido durante ocho meses sin definirse acerca de una extradición. Finalmente Islandia le concedió la ciudadanía y un nuevo pasaporte en marzo del año 2005, documentos con los que pudo viajar hasta allí. Esta gestión del país europeo se interpretó como un gesto humanitario y como una señal de agradecimiento a raíz de la popularidad que ganó en Reikiavik, capital del país, con el Campeonato Mundial de Ajedrez 1972 del que participó Fischer. Estados Unidos no dejó de reclamar que fuese extraditado para ser juzgado, y lamentó la decisión del gobierno islandés. Tres años más tarde, el 17 de enero de 2008 a los 64 años, Fischer falleció en Reikiavik a causa de una enfermedad renal y fue enterrado en una tumba sencilla en el predio de la Iglesia del poblado de Laugardælir, cercano a Selfoss, Islandia.
En junio de 2010 la Corte Suprema de Islandia determinó que el cuerpo de Robert J. Fischer fuese exhumado para obtener una muestra de su ADN y poder así establecer si había sido el padre de Jinky Young, una niña filipina de nueve años cuya madre aseguraba haber tenido una relación con el excampeón. En julio de 2010 el cuerpo fue exhumado y tras tomar la muestra de su ADN, fue inhumado de nuevo. En agosto de 2010 se informó que la prueba de ADN había revelado que Young no era hija de Fischer.
| Predecesor: Borís Spaski | Campeón del mundo de ajedrez 1972-1975 | Sucesor: Anatoli Kárpov |

## Películas
- Searching for Bobby Fischer (en el Reino Unido, Innocent Moves, y en español: En busca de Bobby Fischer o Jaque a la inocencia).
- Bobby Fischer contra el mundo
- Pawn Sacrifice (titulada en España El caso Fischer, y La jugada maestra en México)